# Contra Costa County
Contra Costa County är ett county i delstaten Kalifornien, USA. År 2010 hade Contra Costa County 1 049 025 invånare. Den administrativa huvudorten (county seat) är Martinez.

## Geografi
Enligt United States Census Bureau så har countyt en total area på 2 078 km². 1 865 km² av den arean är land och 190 km² är vatten. 

### Angränsande countyn
- Alameda County - syd
- Marin County - väst
- Solano County - nord
- Sacramento County - nordost
- San Joaquin County - öst
- San Francisco County - sydväst

### Städer och samhällen
Östra delarna: Bayview-Montalvin, Crockett, East Richmond Heights, El Cerrito, El Sobrante, Hercules, Kensington, North Richmond, Pinole, Port Costa, Richmond, Rodeo, Rollingwood, San Pablo, Tara Hills, Central County
Centrala delarna: Alamo, Blackhawk-Camino Tassajara, Canyon, Clayton, Clyde, Concord, Danville, Diablo, Lafayette, Martinez, Moraga, 
Mountain View, Orinda, Pacheco, Pleasant Hill, San Ramon, Vine Hill, Waldon, 
Walnut Creek
Östra delarna: Antioch, Bay Point, Bethel Island, Brentwood, Byron, Discovery Bay, Knightsen, Oakley, Pittsburg 